# Капела на Ртњу
Капела на Ртњу или капела Светог Георгија је културно историјски споменик изграђен на планинском врху Шиљак, на планини Ртањ у знак сећања на некадашњег трагично настрадалог власника рудника угља „Ртањ“ Јулијуса Минха.

## Историја
Историја капеле везује се за причу о богатој јеврејској породици Минх која је поседовала параћинску фабрику штофова, а касније, прешла у посед и ртањског рудника каменог угља. 
Након што је Јулиус Минх једног дана наводно извршио самоубиство у Београду под неразјашњеним околностима, његова супруга Грета са Јулиусовом браћом преузела је руковођење рудником. У знак сећања на свог покојног мужа, Грета је одлучила да сагради црквицу-капелу на Ртању, на планинском врху, високом 1.565 m.
Градњу капеле на врху Шиљак обавило је око 1.000 радника, међу којима је било и доста становника села под Ртњем, током 1935. и 1936. године, за само 365 дана, подигнута је капела Светог Георгија. Сав потребан материјал, укључујући и камен за изградњу капеле допреман је на врх Ртња магарцима и потом уграђиван у објекат.
Након што је капела освештена 1936. године, постала је симбол ове планине.

## Девастација капеле
Након гашења рудника „Ртањ” 1968. првобитно становништво Ртња, које је остало без посла у потрази за зарадоми у злату почело је са првим скрнављењима и копањем у капели. Највећу девастацију капеле, извршили су неумољиви трагачи за златом на планини Ртањ, 1992. године, који су у неколико наврата динамитом срушили већи део капелице. 
На овај вандалски чин подстакла их је прича о злату и драгуљима у утроби планине Ртањ, а која је вероватно везана и за легенду о наводном дворцу чаробњака, који је постојао на овом месту и био висок колико и данашња планина, у коме је чувао огромно благо.
Након девастације само део источног зида још одолева зубу времена. Након иницијатива да се капела обнови с почетка 21. века, поштоваоци Минхових ставили су на место срушеног олтара велики крст, који је постао обавезно место ходочашћа многобројних љубитеља природе који посећују Ртањ.